# Castianeira alteranda
Castianeira alteranda is een spinnensoort uit de familie van de loopspinnen (Corinnidae).
De wetenschappelijke naam van de soort werd in 1942 gepubliceerd door Willis John Gertsch.